# Тирума, Майя
Ма́йя Ти́рума (латыш. Maija Tīruma, род. 28 ноября 1983 года, Сигулда, Латвийская ССР) — латвийская саночница, тренер. Сестра Элизы Цауце-Тирумы.
Окончила Сигулдскую государственную и Мурьянскую спортивную гимназии, училась в Латвийском бизнес-колледже (по другим данным, в Колледже управления бизнесом). В 2014 году окончила Латвийскую академию спортивной педагогики.
В эстафете на чемпионатах мира 2008 и 2009 годов получила две бронзовые медали, а на чемпионате Европы 2008 года — золото. В личных выступлениях наибольшим достижение стало 7-е место на чемпионате мира 2008 года, а также на чемпионате Европы 2010 года в Сигулде. Участвовала в трёх Олимпийских играх: в Солт-Лейк-Сити она была 18-й, в Турине — 17-й, в Ванкувере финишировала 9-й. На чемпионате мира 2011 года заняла 19-е место. В 2013 году спортсменка объявила о завершении карьеры и заняла пост главного тренера французской сборной по санному спорту. Тренерами спортсменки выступали Айварс Калныньш, Янис Озолиньш, Петерис Циманис. После трёх лет работы во Франции Майя Тирума вернулась на родину и в 2016 году заняла посты тренера и менеджера латвийской сборной по санному спорту.
В марте 2018 года, после нескольких лет знакомства, Майя Тирума вышла замуж за немецкого саночника Яна Айхгорна.
Увлекается чтением, туризмом, ездой на велосипеде, а также вязанием и кулинарией.